# Grande révolte kanak de 1878
La grande révolte kanak de 1878 est l'expression habituellement utilisée pour désigner l’insurrection kanak de 1878, en Nouvelle-Calédonie, avec la figure emblématique du grand chef de Komalé, Ataï. Les Kanaks l'appellent plutôt la guerre d'Ataï.

## Contexte colonial

### Politique de colonisation et spoliation foncière
Après la découverte par les Européens (1774, puis 1841), et jusqu’en 1853, la Nouvelle-Calédonie est abordée par de nombreux aventuriers, beachcombers, ‘’batteurs de grève’’, ‘’ratisseurs de plage’’, ou simplement navires baleiniers, sans véritable installation autre que missionnaire. Quelques santaliers se seraient installés dès 1841 (Canala).
Il existe un traité de cession, du 1er janvier 1844, entre la France et les rois et chefs d'Opao, de la région de Balade, pour la cession de leurs domaines, mais cela engage une faible partie de la Nouvelle-Calédonie,. On est bien loin de l'acte fondateur de la Nouvelle-Zélande, le traité de Waitangi (1840), de la part des tribus unies de Nouvelle-Zélande (1835-1840), (maories). Et il n'existe pas de protecteur des Aborigènes comme en Australie.
En 1853, la Nouvelle-Calédonie est proclamée colonie française, avec une législation de conquête, favorable à toute alliance, adversaire de toute résistance. Les oppositions coutumières, rivalités, rancœurs, dissensions inter-tribales peuvent être parfois bienvenues. En 1858, à part les commerçants de Port-de-France (Nouméa), il y a seulement une centaine de civils actifs à Nouméa, Canala et Tiwaka. La colonisation est à la fois pénitentiaire (transportés, déportés ou relégués) et libre (non organisée, puis organisée).
De 1853 à 1868, l’administration française doit faire face à des soulèvements fréquents, mais ponctuels et localisés, dont le livre de Dousset-Leenhardt propose une chronologie de 1843 à 1870. Ces 25 révoltes ont pourtant failli mettre fin à la colonisation. En 1855 l’administration coloniale se résout à concéder des terres, par adjudication aux enchères publiques, pour favoriser l’installation de colons. Celle-ci devient effective, mais disséminée, en 1858. Par sa déclaration no 18, le gouverneur Eugène du Bouzet, annule tous les contrats antérieurs et décrète propriété du gouvernement français toutes les terres de Nouvelle-Calédonie. Les terres non occupées (par les Mélanésiens), souvent en simple jachère, sont déclarées appartenir à l’État. L’implantation de colons reste restreinte, à proximité des places fortes, réputées assurer la sécurité si nécessaire. Ces aliénations ont encore un impact limité, aux alentours de Nouméa.
Les avancées européennes ne se font pas sans résistance. Le grand-chef Bouarate (Bwharat), de Hienghène (1815c-1873), après l'attaque de la Mission de Pouébo (9 septembre 1857), est arrêté et exilé à Tahiti en 1857, puis rappelé en 1863. En 1858, le Grand Chef Kuindo (Kwindo Aliki Kaï), de la chefferie Kambwa Wecho Pweyta, de Païta, et donc à peu près de la grande région sud-ouest (dont Nouméa), est condamné et exécuté par sa tribu, pour s'être rallié aux Français et avoir vendu des terrains à la Compagnie Vial. En 1868, la pacification de la Grande Terre semble accomplie. La mort du chef Gondou Poala, ou Goodu ou N'endé, en 1869 paraît le confirmer. Les autres figures des récits français sont également sur la fin : Mouéaou (Hienghène, 1862, frère de Bouarate exilé), Kahoua (Poyes, 1875), Poindi Pacili (1888, exilé à Obock).
Le géologue Jules Garnier peut déclarer en 1862 : « Il est heureux que les indigènes fassent de temps en temps quelques escapades, car leurs terres confisquées viennent aussitôt grossir la richesse publique et servir aux colons. » 
En 1867, sans trop se soucier du mode de fonctionnement des clans, un arrêté administratif crée, ou applique, la notion de tribu, afin d’affirmer la responsabilité solidaire des habitants d’un même espace physique, en cas d’exaction. « Chacune d’elles représente un être moral collectif, administrativement et civilement responsable des attentats commis sur son territoire, soit envers les personnes, soit envers les propriétés. ». C’est aussi l’instauration des chefferies, avec ‘’petits chefs’’ et ‘’grands chefs’’.
En 1868, l’administration coloniale astreint les Mélanésiens à « se regrouper dans des territoires délimités à cet effet, les réserves ». « L’arrêté de 1868 précise que la propriété indigène ne peut être ni louée, ni vendue ni cédée gratuitement ». En 1876, un arrêté précise que la tribu demeure «autant que possible sur le Territoire dont elle a la jouissance traditionnelle». Ces réserves pour Kanaks signifient en même temps spoliation, déstabilisation et protection des Mélanésiens. Les zones délimitées sont progressivement fixées.
Le front pionnier (d'accaparement des terres) remonte vers le nord, à partir de Nouméa, l’État se réservant  « la propriété des mines, minières, cours d’eau de toutes sortes et sources », ainsi que la bande littorale, et le droit perpétuel d’expropriation. En 1871, l’administration crée le permis d’occupation des terrains domaniaux, pour éviter d’attendre que toutes les délimitations soient établies. Dans les faits, les colons sont autorisés à délimiter eux-mêmes leurs concessions et les réserves autochtones se restreignent, à l’exception des îles Loyauté, déclarées réserves mélanésiennes intégrales (à la seule exception de l’enclave de Wé), parce que les terres y sont réputées incultivables, idem à l'île Art, et Bélep.
Sous le gouverneur Guillain (1861-1870), l’emprise foncière européenne progresse de 26 700 à 77 700 hectares, surtout dans les savanes du sud-ouest ; avec « une pieuse exhortation à la modération et au respect des droits éventuels des Mélanésiens » (Doumenge). Sous le gouverneur La Richerie (1870-1874), l’expansion se poursuit. En 1877, sous le gouverneur Pritzbuer (1875-1878), les colons possèdent 150 000 ha. Au fur et à mesure, des arrêtés entérinent les empiétements réalisés.
La découverte de la garniérite, minerai à forte concentration de nickel date de 1870 et provoque une « ruée vers le nickel ». Thio, capitale du nickel à partir de 1875, connaît diverses immigrations : chinoise et indienne (1865, Malbars), pénitentiaire (1872), puis japonaise (1892), indonésienne (1895), réunionnaise…
Le premier recensement officiel donne 42 519 kanaks en 1887, 35 000 en 1891, 30 304 en 1897, 27 768 en 1901. Ce qui valide l’estimation de la population autochtone à 50 000-90 000 en 1859, et à 40 000-45 000 en 1877, pour 17 000 colons ou non-kanaks.
Un dernier recensement non officiel, d'Henri Rivière comptabilise, au 01/01/1877, 2 752 colons ou assimilables (dont 1 424 à Nouméa, 800 hommes et 624 femmes), 3 082 militaires et employés civils, 3 836 déportés et  6 000 transportés, soit environ  16 000 non kanak.
Nouméa a été à une époque un village de 300 habitants, 200 civils et 100 militaires, mais la population est de 1 200 habitants en 1864, de 2 340 (dont 706 militaires) en 1866, et d'environ 8 000 en 1887.

### Absence totale de politique indigène
Le code de l’indigénat (1887-1946) tiendra lieu de politique indigène, mais il n’est pas encore complètement appliqué ni applicable. Les Kanaks sont le « point aveugle » du développement de la colonie (Salaün, 2013). 
Au début de la présence française, les implantations missionnaires sont presque les seules à s’intéresser au monde culturel kanak, aux langues kanaks, aux pratiques sociales kanakes, d’abord dans un souci d’évangélisation, ensuite avec des objectifs de civilisation, et de gestion, des populations. La prédication se fait en langue locale, ce qui suppose un apprentissage des langues kanakes, ou des intervenants au moins bilingues, et compatibles. Dès 1863 est promulguée l’interdiction de l’enseignement de toute autre langue que le français. La mesure vise principalement à lutter contre l’emprise anglophone et protestante.
La christianisation est contrastée, en dehors de l'imprégnation rituélique (Frédéric Angleviel) et de la qualité des chants. La double implantation missionnaire est ou devient conflictuelle : protestantisme anglican (London Missionary Society) dès 1841 ; dès 1850, catholicisme des frères maristes,  ou pères maristes. Cela peut mener jusqu’à de véritables « guerres de religion » dans les années 1860-1870, nécessitant l'intervention des autorités coloniales pour rétablir l'ordre, généralement en faveur des catholiques, au moins dans les îles Loyauté. La modification de la vie kanake signifie : « regroupement des populations et des clans autour des lieux de culte (temples ou églises), développement de la monogamie et du contrôle religieux sur les relations matrimoniales, fin ou apaisement des conflits armés entre clans, interdiction de la nudité (avec l'utilisation pour les femmes de la robe mission, et pour les hommes du manou (sauf à Nouméa)), et alphabétisation, malgré une forte préservation du drehu par les protestants, en langue française ».
Économiquement, le développement de la colonisation et de l’industrie minière suppose un ravitaillement vivrier important. « Les cultures agricoles traditionnelles des autochtones, comme l'igname, le taro, le bananier, le manioc, l’arbre à pain, le cocotier, etc., avec consommation globalement limitée au village, cèdent la place à une agriculture coloniale, c’est-à-dire aux potagers, vergers, champs de café, fourrage » pour l'élevage bovin extensif. Les horticulteurs kanaks se retrouvent face aux éleveurs et aux exploitants agricoles.
De 1870 à 1877 le cheptel passe de 30 000 à 80 000 têtes : surcharge pastorale, divagation du bétail (s’échappant de stations jamais encloses, souvent vallées entières), destruction de cultures vivrières non encloses (taro, ignames…), déforestation, pollution des sources, des réserves d’eau, et des lieux sacrés… 
De nombreux conflits éclatent avec les nouveaux venus, que les revendications viennent des chefs des tribus, ou des (groupes de) colons, relayant les mécontentements dans leurs relations avec l’administration. Cela se traduit souvent par des sanctions contre les Mélanésiens : déplacements, exils, reculs au fond des vallées sur des terrains de qualité inférieure, perte de terres coutumières. Selon Foucher (1890, réd. 1995, p. 215), la politique d'expéditions punitives n'a « pour but que de dévaster les plantations pour affamer les indigènes ». En 1903, les Kanaks sont dépossédés des 5/6 de la surface agricole utile traditionnelle.
Les Mélanésiens se révèlent sensibles aux maladies étrangères : phtisie pulmonaire, petite vérole (1889), béribéri (1891), rougeole, influenza, coqueluche, scrofule, varicelle, une forme de dengue, lèpre (dès 1865-1866) ou pian , dysenterie, oreillons. « Partout où nous passons, l'indigène dépérit et meurt. » (Jules Garnier, Voyage à la Nouvelle-Calédonie, 1868).
Les kanaks, avant les premiers contacts, ignorent le kava, le bétel, le tabac, l'alcool (selon Sarasin). Le tabac est adopté. En 1862, on ne signale encore aucune appétence pour les boissons alcoolisées. Mais très vite, l’alcoolisme fait des ravages. Une décision du 12/02/1889 interdit la vente d'alcool aux Kanaks. L'arrêté du 10/03/1903 l'élargit à tous les immigrés océaniens.
À part les religieux (et encore, selon des modalités différentes selon les obédiences), Louise Michel et Maxime Lisbonne sont quelques-unes des rares personnes européennes à exprimer une compréhension des problèmes kanak.
Toutes ces « formes et logiques d'une société coloniale » valent pour toute forme de colonisation : « colonialité / rébellité » (Dousset-Leenhardt 1998:95). Dans le monde kanak, comme ailleurs, des loyautés et déloyautés claniques se manifestent, selon des rivalités et des solidarités croisées.

## Faits
Le mécontentement profond des Mélanésiens s’est déjà exprimé plusieurs fois, malgré le calme apparent de 1869 à 1878. En 16 ans, 72 blancs sont recensés avoir été tués, victimes d'indigènes. En 1857, l'assassinat des Bérard est particulièrement marquant : 13 occidentaux et une vingtaine d'employés non canaques. Le nombre de kanak tués lors de telles occasions est encore plus difficile à renseigner. Les affrontements entre indigènes, dans des guerres canaques, restent peu coûteux en vies humaines. Chaque groupe a intérêt à être craint. La poésie épique participe de cette valorisation. « On a relevé depuis un siècle trop de cas de lignées soi-disant massacrées et dont on découvre les descendants parfaitement bien vivants, mais ayant changé de lieu d'établissement et souvent aussi de nom » (Jean Guiart, 2001:46). En 1878, Ataï déclare au gouverneur colonial de la Nouvelle-Calédonie Léopold de Pritzbuer à Teremba, en déversant d'abord un sac de terre : « Voilà ce que nous avions », et ensuite déversant un sac de pierres : « Voici ce que tu nous as laissé ».
Le 11 avril 1878, Jean-Baptiste Léon Olry devient le nouveau gouverneur de la Nouvelle-Calédonie. Du côté des insurgés kanaks, les chefferies se sont concertées, avec circulation des personnes et des messages de guerre, en de longues négociations, par des alliances. Ataï, grand chef de Komalé paraît être l’âme, en tout cas le symbole, avec comme second Baptiste. Les promoteurs seraient d’autres chefs, dont Cavio, chef de Nékou et Dionno, chef de guerre à Bourail. Sont concernés également les chefs Bouarate (de Hienghène), Watton, Poindi-Patchili, Kaké, Gélina. Les tribus du Sud sont restées neutres, car plus en mesure d'agir ; des individus kanak ont pu participer. Les tribus côtières du Nord ont peu participé, globalement (à part Koumac, au début).
Le projet est d’attaquer Nouméa, par surprise : cela serait le meilleur moyen de déstabiliser la colonisation, voire la présence française. La date est fixée à la fin de la récolte des ignames, en juillet, peut-être même dès le 26 juin 1878 (selon Rivière). Elle est repoussée au 24 septembre.
Mais, le 19 juin précédent, à Ouaménie (Boulouparis), un groupe kanak attaque violemment la propriété Dézarnauld, plus exactement la famille du gardien Chêne, ancien forçat, marié à Medon, une indigène de Poquereux. La réaction de l’administration est forte : incarcération de dix chefs.
L’objectif de Nouméa est abandonné, et remplacé par une série d’attaques sur l’ensemble du front pionnier, de Poya (côte ouest), Baie Saint-Vincent, à Canala (côte est). On cible d’abord La Foa, point important de colonisation, et centre de clans mélanésiens virulents.
Mardi 25 juin, une troupe de révoltés, peut-être 3.000, investit La Foa, assassine quatre gendarmes, libère le chef emprisonné Touatté (de Dogny) et massacre des colons, éleveurs isolés des savanes boisées. Le 26 juin, c’est le tour de Boulouparis : massacre de gendarmes, de forçats, de colons, avec femmes et enfants.
Puis, la vallée de Thio est progressivement occupée. Le centre minier est évacué (mais le nickel a encore vu son cours baisser énormément). Les Européens cèdent du terrain, obligés de laisser les révoltés piller et incendier. Ceux qui peuvent être évacués par mer vers Nouméa le sont. D’autres se regroupent au poste de Téremba (La Foa). Rivière arrive en bateau, et empêche la prise de Téremba. 
Nouméa s’inquiète, panique même, et interne sur l’île Nou les 130 Mélanésiens qui vivent et travaillent à Nouméa. Un groupe de gentlemen se constitue spontanément, et, au bac de la Dumbéa, fusille tous les kanaks qui se présentent (Jean Guiart 2011ː220).
La réaction militaire se veut énergique, avec le commandant militaire de la colonie, lieutenant-colonel Gally-Passebosc. Dans cette contre-offensive inadaptée, Gally-Passebosc est tué au cours d’une embuscade le 3 juillet. Il est remplacé par le commandant Rivière.
Les troupes kanakes remportent quelques succès militaires, comme au Cap Goulvain, aux Roches d'Adio (nord de Bourail), ou à Poya.
Le fort Teremba, qui accompagne le pénitencier de La Foa, est réaménagé et renforcé pour servir de place-forte et de refuge éventuel, avec une garnison de 80 militaires. Les travaux sont achevés le 24 août. Les révoltés, une grosse bande estimée à 500 guerriers mélanésiens, échoue devant le fort, surpris par l’efficacité des chassepots. Des renforts d'infanterie de marine arrivent d'Indochine depuis le 18 août 1878 dont le chef d'escadron Albert Louis Candelot qui restera sur l'île jusqu'en 1879. Ouégoa (nord de la côte est) se voit également doté d'un fort à Ouamali.
Le lieutenant-de-vaisseau Senan parvient à rallier le chef Gélima, le chef Kaké, le chef de guerre Nondo, de Canala, à lui et partir avec eux à la recherche des responsables du massacre passé, à partir de Ciu. Le 1er septembre, Ataï, son fils, et son takata (?) Andia sont tués à coups de sagaies, et décapités par Segou et ses hommes, les Kanak de Canala. Un bambou gravé (n° 53 de la collection Gaumont), provenant de Ni ou de la vallée de Bouirou, apporte un témoignage de l'exhibition de sept têtes, de bras coupés, et de corps décapités surveillés par un guerrier kanak nu-pieds avec fusil. Le chef Baptiste aussi est tué, entre La Foa et Moindou. 
Cela semble être le tournant de la révolte : l’initiative est désormais à l’armée, aux auxiliaires kanaks, aux corps francs broussards (déportés et transportés), et les arabes (Algériens de Nouvelle-Calédonie, dont Boumezrag El Mokrani, un des chefs de l'insurrection kabyle de 1871), qui se joignent au mouvement parce qu’ils ont été attaqués par les kanaks à Bourail, en septembre. Naïna remplace Ataï, Kaupa remplace Baptiste, et le chef François dirige les tribus autour d'Ourail.
Pour lutter contre cette guerre d’embuscades, de guérilla, la tactique est de contre-insurrection, avec volonté de réduire les sources de ravitaillement des insurgés : incendies de villages, de cases, et de cocoteraies ; destruction de plantations, de récoltes, de cultures vivrières.
L’insurrection reprend plus au nord, à Poya le 11 septembre, à Bourail le 22 septembre, se poursuit en octobre. La pacification progresse cependant. Puis, le soulèvement se renforce à l’ouest. La forteresse kanake d’Adio tombe en décembre 1878.
« On donnait en 1878 cinq francs pour une paire d'oreilles coupées, ce qui sera transformé en une prime par tête coupée (pour éviter de payer pour les femmes et les enfants tués, sur la seule vue des oreilles coupées aux morts).» (Jean Guiart 2008ː217)
Fin 1878, les territoires des alliés et ralliés (engagement réel, ou simple neutralisation) sont sur la côte est ; les insurgés sont sur la côte ouest, et l’armée s’y transporte. On promet la vie sauve aux tribus qui se rendent. La reddition des tribus commence au sud, et se poursuit, par ratissage systématique. Le 15 janvier, le chef Naïna est tué. Le 31 janvier, le chef Daouï (Népoui) est tué. En mars, le chef Cham (Chef Owi) est pris. En avril, le chef Judano "Djeuda" (Chef Owi) aussi. En juin 1879, l’état de siège est définitivement levé.
L’ensemble des opérations a causé environ 1 200 morts, soit 200 européens et 800 à 1 600 kanaks. « Rivière a été l'artisan efficace de la victoire française et le témoin lucide de cette insurrection  » (Dousset-Leenhardt 1998ː63), assisté par Le Vaillant de Veaux-Martin, Le Golleur et le géomètre Gallet. Les chefs de poste sont le capitaine de Joux (Païta, Bouloupari), le lieutenant Vanauld (Ouraïl), le lieutenant Maréchal (Moindou), le capitaine Lambinet (Koné), le capitaine Merlaud (Houaïlou), le lieutenant Garcin (Thio), le lieutenant de vaisseau Merlan (Canala). Le général Arthur de Trentinian arrive le 21 septembre et comprend la gravité de la situation, même s'il reste peu actif sur le terrain même.

## Suites
1000 à 1500 Kanaks sont déportés dans les îles proches, île des Pins (600), Lifou, ou lointaines, Bélep (extrême nord, 200), mais aussi ultérieurement Tahiti, et même Obock. Les chefs rebelles sont exécutés, sans jugement, au cours des opérations, sauf un, arrêté et condamné en cour martiale, Areki (tribu des Oua-Tom, La Foa, province sud), ou sans renseignement judiciaire,.
Le capitaine de frégate A. Mathieu livre une note synthétique sur les causes de l'insurrection (Dousset-Leenhardt 1998ː246-251). 
Le général Arthur de Trentinian (1822-1885) reconnaît, dans son enquête sur les causes de l’insurrection de 1878, que « les spoliations de terres indigènes, les dégradations subies (?) par le bétail, les réquisitions abusives de main-d’œuvre ont fait naître un sentiment d’injustice chez les indigènes. ». L'intégralité du rapport se lit dans l'ouvrage de Dousset-Leenhardt (pp. 127-159).
Les conséquences de la grande révolte sont désastreuses pour les Kanaks. Les tribus rebelles qui se sont rendues sont déplacées (dont celle de Farino). 
Dès 1879, sont promulguées les lois d’amnistie pour une partie des bagnards, pour la plupart astreints à ne pas quitter le territoire. Vers 1899, la Nouvelle-Calédonie compte 20 000 habitants d’origine européenne, dont la moitié consiste en d’anciens bagnards.
Le code de l’indigénat se met en place entre 1874 et 1881, il est totalement appliqué en Nouvelle-Calédonie à partir de 1887 : privation pour les ‘’sujets français’’ de la majeure partie de leur liberté et de leurs droits politiques ; conservation sur le plan civil de leur seul statut personnel, d'origine religieuse ou coutumière.
L’espace autochtone est restreint, par confiscation des terres des rebelles, et accaparement des terres par la colonie et les colons. La spoliation signifie le cantonnement des mélanésiens dans des réserves de plus en plus étriquées. De 1891 à 1912, en Grande Terre, les réserves passent de 320 000 à 121 000 hectares (1891 : 320 000, 1898 : 250 000, 1901 : 123 000, sous le gouverneur Paul Feillet (1894-1903), et 1912 : 121 664), soit 13 % de la superficie initiale.
Le cas exceptionnel de Nassirah mérite d'être noté. Le colon Marc Le Goupils arrive en Nouvelle-Calédonie en 1898. Il signe un contrat avec le vieux chef Samuel, désireux de regrouper les membres éparpillés de sa tribu. Ainsi s'élève le nouveau village de Nagouné, en place de l'ancien Nassirah, puis le Lycée de Nassirah. La fin est moins glorieuse, dans la répression, la mort, l'exil.
L’expansion coloniale est stabilisée au début, puis reprend. En 1883, il n’y a pas de propriété inférieure à 600 ha, la moyenne est de 1000 ha, la maximale de 10.000. L’exploitation minière se développe, avec la création en 1880 de la Société Le Nickel (SLN). L’immigration reprend, javanaise, vanuataise….
Le bilan des réserves est contrasté : « Les réserves ont été un frein à l'intégration des mélanésiens autochtones et à leur adaptation au monde moderne ». « Délimitées sur la Grande Terre sans tenir compte des territoires réels de chaque clan, regroupant par le cantonnement des clans différents parfois ennemis, isolant les groupes, établies dans l'ignorance de la nature réelle de l'organisation coutumière, elles ont modifié les hiérarchies et les relations traditionnelles. Insuffisantes en sols et en espace, elles ont gêné l'extension des cultures commercialisables. » «Les réserves eurent en revanche un rôle positif en préservant les indigènes de la déchéance à laquelle auraient conduit des dépossessions excessives ou totales. Elles contribuèrent aussi à préserver leur identité et à conserver des éléments importants de leurs traditions ainsi que la plupart de leurs langues. »
Les structures sociales kanakes sont disloquées : perte de terres coutumières, perte de grottes où reposent les restes des ancêtres, déracinement, perte d’identité, asthénie durable, dénatalité, abandon de pans entiers de la coutume.
Le premier recensement officiel donne 42 519 kanak en 1887, 35 000 en 1891, 30 304 en 1897, 27 768 en 1901, ce qui constitue une véritable saignée : 5 % de la population mélanésienne.
La population baisse, se maintenant à environ 28 000 personnes (dont 17 000 sur la Grande Terre) entre 1900 et 1920.
La décroissance démographique des peuples mélanésiens et polynésiens est assez générale à la fin du XIXe siècle (Nouvelle-Zélande, Hawaï, Tahiti, Marquises, Anatom (Vanuatu)…), et s'accompagne de résistances à la colonisation et l'expropriation. Toutes proportions gardées, il est légitime de penser au traitement américain, contemporain, des Nord-Amérindiens (dont la bataille de Little Bighorn de 1876), aux guerres cafres (en Afrique du Sud), au traitement des aborigènes d'Australie, et aux Maoris de Nouvelle-Zélande.
Maurice Leenhardt relève ces paroles de chef kanak : « Les blancs nous ont menti; il vaut mieux boire et puis crever. » (Jean Guiart 2000ː233)
La mémoire collective kanake se manifeste, une dernière fois sans doute, dans les bambous gravés, dont témoigne la collection de Gustave Glaumont, commissaire de l'administration pénitentiaire, en poste à l'Île des Pins de 1880 à 1891.
L'Exposition universelle de Paris de 1889 a son village nègre et son village canaque, avec sa grande case, avec une délégation menée par Pita, fils du grand chef Gélima, de Canala.
Ces évolutions sont une des causes de la révolte kanak de 1917, et, cinquante ans après cette dernière révolte, à l'origine des revendications indépendantistes. En 1968, de jeunes kanaks reprennent la lutte, fondent le Groupe 1878 , le mouvement des Foulards rouges, ce qui va devenir le Parti de libération kanak.
Depuis, à la suite de la prise d'otages d'Ouvéa (1988), par les accords de Matignon (1988) et de Nouméa (1998), ont été établis, ou rétablis, le statut civil coutumier de Nouvelle-Calédonie actuel, les conseils coutumiers, les aires coutumières, le Sénat coutumier.

### Sources
- Synthèse sur le site rectoral de Nouméa
- Cours de l’Université Laval (Québec/Canada)
- Population de Nouvelle-Calédonie MNC
- Histoire de la Nouvelle-Calédonie MNC
- Guy Bierman, 1992, Le recrutement extraordinaire
- Alain Saussol : article dans le Journal de la Société des Océanistes
- Alain Saussol : témoignage ardéchois
- NC1 : Le Grand Chef Ataï et l'insurrection de 1878
- Talamo : Charles Malato, fils de déporté communard
- Henri Rivière, Mémoires de guerre sur Gallica
- Louise Michel et 1878 sur Matière et évolution, et sur SecoursRouge
- Michel Millet : Carnets de campagne en Nouvelle-Calédonie (1878)